# 花咲はな
花咲 はな（はなさき はな、1月14日生）は、日本のストリッパー。渋谷道頓堀劇場所属。AV女優としても活動（ルーセントプロダクション所属）。
2019年1月よりエクセリアプロモーションへ事務所移籍をし、るあんに名前が変わっている。

## 略歴・人物
2016年4月1日、渋谷道頓堀劇場でストリップデビュー。小柄でスレンダー体型。
2018年にAVデビュー。
2019年1月、るあんに改名。

## 出演作品

### アダルトDVD
2018年
- 奇跡の陥没乳首の神貧乳少女、決意のAVデビュー!! 「今日、コンプレックスから卒業します」（5月27日、FIRST STAR）※「山岸朱里」名義
- 陥没乳首ガリマッチョ（6月12日、MERCURY）
- 北関東のド田舎でお爺ちゃんと暮らす陥没乳首の超貧乳少女さくらチャンの自宅にて。 ※生活保護受けてます。（6月19日、キチックス）※「さくら」名義
- 【取扱注意】の神ボディ 超極細陥没乳首AAAカップ 無乳の申し子。 もはや絶滅危惧種の激レア美少女（7月12日、MERCURY）
- 「わたしを可愛がって下さい。」 宝石よりも綺麗な素肌☆ まぶしい笑顔のパイパン貧乳つるぺったん♡（7月27日、MERCURY）
- ロリびっち家政婦が僕の家にやって来るヤァヤァ! 男の夢!1人暮らしの貴方の家に裏オプありの家事代行サービスをお届け! 完全撮り下ろし4時間6名収録（9月1日、キチックス）※「高見円佳」名義
- 華奢で最高の抱き心地。 2周り年下のセックスフレンドと山奥でヤリまくり温泉旅行（9月6日、ひよこ）※「ハナ」名義
- 大人に卑猥な事を教えられてしまいドスケベに育ってしまう貧乳で陥没乳首の清楚系黒髪美少女（9月12日、MERCURY）
- 【未公開】秘密の連続射精コレクション。 〜ひよこ女子のかわいすぎる手コキフェラで“2発も3発も”精子枯れ果てるまで…〜（10月11日、ひよこ）※「はな」名義
- 本物カップル/はなとたかし(仮) 彼氏に見せつけNTR（10月12日、MERCURY）
- おじさんのスケベな性教育 貧乳の最上級 奇跡のAAAカップ（10月12日、MERCURY）
- 貧乳美少女ハメ回し撮影会 ロリ好き中年変態オヤジ友の会（11月27日、MERCURY）

### イメージDVD
- SKINNY GIRL（2018年6月1日、渋谷プロモーション）※「渡辺麻美々」名義